# Veliușteț
Veliușteț (în bulgară Велющец) este un sat în Obștina Strumeani, Regiunea Blagoevgrad, Bulgaria.

## Demografie
Componența etnică a satului Veliușteț
     Bulgari (100%)
     Nicio identificare (0%)
     Altele (0%)
La recensământul din 2011, populația satului Veliușteț era de 7 locuitori. Din punct de vedere etnic, majoritatea locuitorilor (100,0%) erau bulgari. Pentru 0,0% din locuitori nu este cunoscută apartenența etnică.